# Cristiano Lucarelli
Cristiano Lucarelli (* 4. Oktober 1975 in Livorno) ist ein ehemaliger italienischer Fußballspieler.

## Karriere

### Vereine

#### Jugend (1981–1992)
Lucarellis Vereinskarriere begann bereits im Alter von sechs Jahren bei Carli Salviano, wo er sieben Jahre lang spielte. Danach ging er zu einem besser organisierten Klub, Armando Picchi Calcio, wo er vier Jahre lang aktiv war. Mit 17 Jahren ging er zu Cuoiopelli, dort erzielte er fünf Tore in 28 Spielen in der Amateurmeisterschaft.

#### Zeit als Wandervogel (1992–2003)
Cristiano Lucarellis Profikarriere begann allerdings in der Serie B bei der AC Perugia, wo er in zwei Jahren nur sieben Pflichtspiele bestritt. Nach zwei Jahren ging er 1996 zum Serie-B-Konkurrenten AS Cosenza Calcio, bei der er 15 Tore in 32 Spielen erzielte. Im selben Jahr war Lucarelli Mitglied der italienischen Olympiaauswahl bei den Olympischen Sommerspielen 1996. Anschließend wechselte Lucarelli erneut, diesmal zu Calcio Padova (ebenfalls Serie B), wo er mit 18 Toren in 34 Spielen ebenfalls eine gute Trefferquote aufweisen konnte. 1997 kam er dann endlich zu einem Serie-A-Verein, zu Atalanta Bergamo, wo er allerdings aufgrund von Verletzungen nur fünf Tore in 28 Spielen erzielen konnte.
Lucarelli galt bis dahin lange als ewiges Talent und hoffte auf den großen Durchbruch. Daher, aber auch aufgrund der politischen Anfeindungen, die ihm nach seinem Jubel in einem U-21-Spiel, unter seinem Trikot war ein Che-Guevara-Konterfei, widerfuhren, wechselte er im Sommer 1998 sogar in die Primera División zum FC Valencia. Doch in dieser Saison war er vom Pech verfolgt und kam in zwölf Spielen nur auf ein Tor. Auch wenn die Saison für Lucarelli mit dem Gewinn des UEFA Intertoto Cups gut begann, wurde er im späteren Verlauf oft durch Verletzungen zurückgeworfen. Nach diesem misslungenen Engagement bei Valencia wechselte er zurück in die Serie A zur US Lecce, wo er seine Form wiederfand, so dass er in den zwei Spielzeiten bei Lecce 27 Tore schoss.
In der Saison 2001/02 wechselte er dann zu Torino Calcio, wo er allerdings wieder in eine Formkrise fiel und in zwei Saisons nur zehn Treffer erzielte. Überrascht waren die Vereinsoffiziellen, als Lucarelli aus Eigeninitiative sein Gehalt kürzte, da er sich als überbezahlt ansah.

#### AS Livorno (2003–2007)
Nachdem AS Livorno in der Saison 2002/03 den Aufstieg in die zweite Liga Serie B geschafft hatte, wechselte Lucarelli von seinem damaligen Club AC Turin unter Verzicht auf etwa 500.000 Euro Jahresgehalt nach Livorno. „Das ewige Talent rennt zurück zu seiner Mama!“, titelte damals eine italienische Zeitung, und warf dem damals 28-jährigen mangelnden Durchsetzungswillen vor.
Dennoch war es Lucarelli, der mit seinen 29 Toren in 41 Spielen maßgeblich am Aufstieg der AS Livorno in die Serie A beteiligt war. Gleich in seiner ersten Serie-A-Spielzeit mit Livorno wurde Lucarelli mit 24 Toren in 35 Spielen Torschützenkönig. Für diese Leistung erhielt er auch die Auszeichnung „Sportler des Jahres in der Toskana 2005“. Weiterhin geblieben ist die enge Verbundenheit zu seinem Verein. So hat sich Lucarelli das Emblem des Vereins auf den linken Unterarm tätowiert.
Er blieb seiner Philosophie, für sein Team auf Geld zu verzichten, treu und lehnte 2006 eine lukrative Offerte des Zenit St. Petersburg mit den Worten, „es gibt Fußballer, die sich für eine Milliarde einen Ferrari oder eine Yacht kaufen, ich kaufe mir dafür ein Livorno-Shirt – das ist alles“, ab.
Auch in der Saison 2006/2007 war Lucarelli sehr erfolgreich, er erzielte sein insgesamt 100. Serie-A-Tor und erzielte während dieser Saison insgesamt 20 Tore, wodurch er entscheidenden Anteil am Klassenerhalt Livornos hatte.

#### Schachtar Donezk (2007)
Nach Dissonanzen mit der Vereinsführung und den Fans entschied sich Lucarelli zu Schachtar Donezk zu gehen, wo er einen lukrativen Dreijahresvertrag, der ihm jährlich vier Millionen Euro bringen sollte, unterschrieb. Donezk erhielt für etwa acht Millionen Euro den Zuschlag und setzte sich damit gegen die anderen westeuropäischen Interessenten durch. Lucarelli war damit der erste Italiener überhaupt, der den Sprung in die Ukraine wagte. Die Empörung der Fans über seinen Wechsel war groß, war doch Lucarelli, wie die Fans glaubten, einer der wenigen Sportler, die der Verlockung des Geldes zu widerstehen schienen. Nach seinem Wechsel wurde seine Website mit erbosten Kommentaren regelrecht torpediert.
Lucarelli rief sogleich eine Pressekonferenz ein, in der er die Gründe für seinen Wechsel bekannt gab: „Ich will nicht leugnen, dass Geld der Hauptgrund für meinen Wechsel ist.“ und dazu, warum er gerade zu Donezk ging, sagte er: „Es musste ein ausländischer Verein, da ich nicht zu einem italienischen Verein gehen wollte und damit die Livorno-Fans betrogen hätte.“ Lucarelli hatte sich als Ziel vorgenommen, eine Zeitung in Livorno zu gründen und damit: „Arbeit zu schaffen für Menschen, die gut bezahlt werden und nicht ausgebeutet werden.“
Bei Donezk hatte Lucarelli wenig Erfolg und kam meist nur sporadisch als Joker zum Einsatz, was anfangs allerdings auch durch seinen Trainingsrückstand bedingt war. Nachdem Donezk dann auch noch aus der Champions League ausgeschieden war, forcierte Lucarelli eine Rückkehr nach Italien. Lucarelli traf zwar in sechs Champions-League-Einsätzen dreimal, konnte sich aber mit dem ukrainischen Ligaalltag nicht anfreunden.

#### FC Parma (2008–2012) und Rückkehr nach Livorno (2009–2010)
Folgerichtig wechselte Lucarelli im Januar 2008 für 5,7 Millionen Euro zum FC Parma. Der bis 2010 laufende Vertrag bringt Lucarelli jährlich 1,5 Millionen Euro auf sein Konto, was jährlich etwa 2,5 Millionen Euro weniger sind, als er bei Donezk verdient hätte. Lucarelli glaubte, dass der Wechsel zu Parma die beste Wahl war, die er treffen konnte und erhoffte sich durch gute Spiele beim FC Parma auch wieder für das Aufgebot der italienischen Nationalmannschaft für die EURO 2008 zu empfehlen. Dieses Vorhaben scheiterte jedoch ebenso wie der Versuch des FC Parma die Klasse zu halten und so musste Lucarelli trotz seiner vier wichtigen Tore am Ende der Saison 2007/08 mit dem FC Parma in die Serie B absteigen. Unter Lucarelli als neuem Kapitän Parmas zur Saison 2008/09 gelang dem Team der sofortige Wiederaufstieg.
Dennoch schloss er sich im Sommer 2009 auf Leihbasis wieder dem ebenfalls aufgestiegenen AS Livorno an. Nachdem Livorno den Klassenerhalt trotz der zehn Tore Lucarellis nicht geschafft hatte, kehrte er wieder zum FC Parma zurück.
Zur Saison 2010/11 stand er leihweise beim Europa-League-Teilnehmer SSC Neapel unter Vertrag. Gleich in seinem ersten Europa-League-Spiel gegen den FC Utrecht (0:0) verletzte Lucarelli sich so schwer an den Bändern, dass er bis zum Jahresende ausfiel. Auch 2011/12 spielte er für Napoli, am Saisonende beendete Lucarelli 36-jährig seine aktive Laufbahn.

### Nationalmannschaft
Als Anerkennung für seine respektable Torquote – er schoss davor in zwei Jahren 49 Ligatore – lud ihn Marcello Lippi zu einer Reise der Nationalmannschaft in die USA und nach Kanada ein, wo er im Juni 2005 seine ersten beiden Länderspiele bestritt und dabei gegen Serbien und Montenegro ein Tor erzielte. Trotz seiner Erfolge in den beiden Spielzeiten 2004/05 und 2005/06, in denen Lucarelli insgesamt 43 Treffer in der Serie A erzielte, wurde der bekennende Kommunist nicht für das italienische Aufgebot bei der WM 2006 berücksichtigt.
Roberto Donadoni, zuvor Lucarellis Klubtrainer in Livorno, berief ihn nach der WM 2006 in den Kader zu einem Freundschaftsspiel gegen Kroatien und zu zwei EM-Qualifikationsspielen gegen die Färöer-Inseln und Litauen, wo er zweimal erst spät und einmal gar nicht eingewechselt wurde.
Lucarelli war mit dieser Situation nicht glücklich, konnte sie aber auch nachvollziehen: „Betrachtet man meine Statistiken über die letzten vier Jahre, brauche ich mich vor anderen Stürmern bestimmt nicht zu verstecken. Mit meinen rekordverdächtigen 102 Toren in dieser Zeit hätte ich wohl mehr Einsätze in der Nationalmannschaft verdient. Es sind wohl die politischen Umstände, die mehr Länderspieleinsätze verhindern.“

### Erfolge
- Spanischer Pokal: 1999
- UEFA Intertoto Cup: 1998
- Teilnahme an den Olympischen Sommerspielen: 1996
- Mittelmeerspiele: 1997
- Torschützenkönig der Serie A: 2004/05
- Italienischer Pokalsieger: 2011/12

## Verbundenheit zu Livorno
Lucarelli besuchte bereits mit anderthalb Jahren ein Spiel der AS Livorno. Auch in seiner Jugend sollte er weiterhin Tifoso seines nur in der Serie C1 spielenden Heimatvereins bleiben. Als er dann selber bei Livorno spielte (2003–2007), wurde er durch seine vielen Tore und Treueschwüre zur AS Livorno schnell zu dem Liebling der Fans, die ihn vor jedem Spiel frenetisch mit Sprechchören feierten. Das Livorno-Trikot mit seiner Nummer 99 war fast immer ausverkauft.
Ferner ist seine Verbundenheit zu seinem Heimatverein nach wie vor groß, er trug auch in Donezk und in Parma das Trikot mit der Nummer 99 und ein Tattoo auf dem linken Oberarm, das ein Emblem der AS Livorno zeigt.
Im Jahre 2007 investierte Christiano Lucarelli zwei Millionen Euro in das Projekt einer neuen unabhängigen Lokalzeitung. Die erste Ausgabe des Corriere di Livorno erschien am 9. September 2007. Lucarelli ist Präsident des Verwaltungsrates.
Sein Heldenstatus, den er in Livorno unzweifelhaft besitzt, wurde z. B. deutlich durch seine Biografie „Behaltet eure Millionen“, die in Livornos Schulen als Klassenlektüre behandelt wurde, kam allerdings durch den plötzlichen Wechsel zu Schachtar Donezk 2007 ins Wanken, sodass er bei seiner Rückkehr an seine alte Wirkungsstätte mit seinem neuen Verein Parma im März 2008 bei jedem Ballkontakt ausgebuht und ausgepfiffen wurde.

## Politische Haltung
Da Lucarelli wiederholt seine Tore mit der kommunistischen Faust bejubelte, wurde er vom Italienischen Fußballverband zu 30.000 EUR Strafe verurteilt – deutlich mehr als Paolo Di Canio für seinen faschistischen Gruß zahlen musste. Diese politische Haltung Lucarellis war es auch, die ihm beinahe gänzlich die Nationalmannschaftskarriere verhindert hätte, so machte er sich bei der Führungsetage des italienischen Fußballverbandes in einem U21-Spiel unbeliebt, als er nach einem Tor sein Trikot auszog und darunter auf dem T-Shirt ein Konterfei von Che Guevara zu sehen war. Lucarelli traf sich im Sommer 2005 mit der Tochter Guevaras, Aleida Guevara, wo man einen möglichen Trip der AS Livorno nach Kuba besprach, der allerdings nie zustande kam.
Er identifiziert sich zudem stark mit den antifaschistischen Ultras der Brigate Autonome Livornesi, deren Gründungsjahr 1999 er als Trikotnummer (99) trägt. Nachdem diese nach einer Straßenschlacht im Frühjahr 2005 mit rechtsradikalen Fans von Lazio Rom kollektiv festgenommen wurden, spendierte Lucarelli drei Busse für die Rückfahrt aus der Haft in Rom.

## Privatleben
Lucarelli ist verheiratet. Das Paar hat zwei Kinder. Sein Bruder Alessandro ist ebenfalls Fußballer und spielt bei Parma Calcio. In der Saison 2004/05 spielten beide zusammen bei der AS Livorno und in der Saison 2008/09 beim FC Parma (heute Parma Calcio).

## Trainerkarriere
In der Saison 2012/13 war Lucarelli Jugendtrainer beim FC Parma, wechselte in der nächsten Saison zur AC Perugia Calcio, wo er aber seinen Job aufgrund von Problemen mit dem Vorstand nach fast zwei Monaten aufgab. Im Oktober 2013 wurde er Trainer des FC Esperia Viareggio. Allerdings verließ er auch diesen Club aufgrund eines besseren Angebots der US Pistoiese, wo er bis Februar 2015 blieb. Derzeit ist Lucarelli in zweiter Amtszeit Trainer beim Zweitligisten Ternana Calcio.